# Yves Ciampi
Yves Jean Marie Ciampi, (París, 9 de febrero de 1921 - París, 5 de noviembre de 1982) fue un director de cine francés.

## Biografía
Hizo sus primeras películas en 16 mm en 1938 y filmó un cortometraje de vanguardia en 1941, Death Forbidden (La muerte está prohibida) mientras continuaba sus estudios de Medicina. Médico de profesión, renunció a su carrera para unirse a la División Leclerc Kufra en 1942. Siguiendo a la 2ª División Blindada a lo largo de la campaña de África , realizó en 8 mm un documental sobre la división Leclerc y el liberación de París, Los compañeros de la gloria - La división Leclerc en la batalla.
Asistente de Jean Dréville y André Hunebelle, hizo su primer largometraje en 1948.
Fue presidente del sindicato de técnicos de cine, a partir de 1955, y de la asociación médica de los cineastas.
Estuvo casado con la actriz japonesa Keiko Kishi desde 1957 a 1975.

## Filmografía

### Director
- 1949 : Piloto de guerra... piloto de línea (CM)
- 1949 : Suzanne et ses brigands
- 1950 : Un certain monsieur
- 1951 : Un grand patron
- 1952 : El más feliz de los hombres
- 1953 : El esclavo
- 1953 : El curandero
- 1953 : Bretaña (CM)
- 1955 : Los héroes están cansados
- 1957 : Tifón sobre Nagasaki
- 1959 : El viento se levanta
- 1960 : Qui êtes-vous, Monsieur Sorge ?
- 1962 : Libertad 1
- 1965 : Le Ciel sur la tête
- 1969 : En un par de días
- 1979 : Stalin-Trotsky : el poder y la revolución (TV)
- 1980 : Le Grand fossé (TV)
- 1980 : El presidente está gravemente enfermo (TV)
- 1981 : Stalin ha muerto (TV)
- 1982 : Les Nerfs à vif (TV)

### Ayudante de dirección
- 1948 : Métier de fous, de André Hunebelle
- 1948 : Les Casse-pieds ou La Parade du temps perdu, de Jean Dréville
- 1948 : La batalla del agua pesada, de Jean Dréville
- 1949 : Mission à Tanger, de André Hunebelle (técnico colaborador)

### Productor
- 1971 : Oum le dauphin blanc, de Gastón Pomier Layrargues, Marc Bonnet, René Borg, Vladimir Tarta.
- 1976 : Mords pas, on t'aime, de Yves Allégret.